# Bolla Kálmán
Bolla Kálmán (Gérce, 1930. június 1. – 2021. július 12.) Kazinczy-díjas (2003) magyar nyelvész, fonetikus, egyetemi tanár.

## Élete
Bolla Kálmán 1930. június 1-jén született Gércén Bolla Kálmán és Berke Ida gyermekeként.
1936-1942 között szülővárosában járta ki általános iskolai tanulmányait. 1942–1950 között a Nagy Lajos Gimnáziumban tanult. 1950–1954 között az ELTE BTK orosz szakán tanult. 1954–1958 között ugyanitt végzett magyar szakon. 1958-ban doktorált Bárczi Gézánál.
1954-1960 között az ELTE Lenin Intézetének orosz nyelvészeti (1954–1956) majd orosz filológiai (1956–1960) tanszékén tanársegédként működött. 1960–1963 között aspiráns volt a moszkvai Lomonoszov Egyetemen. 1964–1988 között az ELTE BTK fonetikai tanszékén volt adjunktus valamint docens, 1968–1969 között dékánhelyettes, 1986–1995 között tanszékvezető, 1988–2000 között egyetemi tanár. 1969–1971 között a Művelődési Minisztérium tudományegyetemi osztályát vezette. 1971-ben újjászervezte a Magyar Tudományos Akadémia fonetikai laboratóriumát, megszervezte az ELTE BTK Oktatástechnikai Központját. 1971-től 15 évig a Magyar Tudományos Akadémia Nyelvtudományi Intézetének fonetikai osztályvezetője volt. 1978-ban elindította és szerkesztette a Magyar Fonetikai Füzetek című kiadványsorozatot. 1988-ban elindította az Egyetemi Fonetikai Füzetek kiadványsorozatot. 1989–1999 között az Anyanyelvápolók Szövetsége ellenőrző bizottságának volt az elnöke, majd 1999-2003 között elnökségi tagja. 1994-ben a Magyar nyelvész pályaképek és önvallomások című sorozatot szerkesztette. 2000-ben nyugdíjba vonult. A Studia Phonetica Posnaniensis című folyóirat nemzetközi szerkesztőbizottságának tagja.
Kutatási területe a beszédfiziológia, beszédakusztika, a mesterséges beszédelőállítás, valamint a russzisztika.

## Magánélete
1951-ben házasságot kötött Csitos Emíliával. Egy fiuk született; Bolla Kálmán (1953).

## Művei
- Orosz nyelvtani gyakorlatok (morfológia, 1964)
- Orosz intonáció (1966)
- Bolla Kálmán–Páll Erna–Papp Ferenc: Kursz szovremennogo russzkogo jazika, Egyetemi tankönyv; Tankönyvkiadó, Bp., 1968
- Általános tudnivalók a tudományegyetemekről (1969)
- A nyelvoktatás egyes kérdései és a nyelvi laboratórium (1969)
- Orosz nyelv és irodalom (1970)
- Technikai eszközök alkalmazása az idegen nyelvek oktatásában (1971)
- A kontrasztív fonetikai vizsgálatok jelentősége a nyelvoktatás számára (1972)
- A beszéd egyéni jellemzői (1976)
- A nyelvészeti fonetika szakágazatai (1976)
- A magyar hangtan válogatott bibliográfiája. –1970; szerk. Bolla Kálmán, Molnár József; Akadémiai, Bp., 1977
- Fonetika '77. Vizsgálatok a hangtan köréből. Hangadás, hangfejlődés, intonáció, beszédjavítás. Az MTA I. Osztályának Fonetikai Munkabizottsága által szervezett tudományos ülésszak előadásai. Budapest 1977. szeptember 28.; szerk. Bolla Kálmán; MTA, Bp., 1977
- Leíró hangtani tanulmányok; szerk. Bolla Kálmán; MTA Nyelvtudományi Intézet, Bp., 1978 (Magyar fonetikai füzetek)
- Magyar Fonetikai Füzetek (szerkesztette, 1978)
- A magyar magánhangzók akusztikai analízise és szintézise (1978)
- A fonetikus írás (1978)
- A magyar beszédhangok ajakartikulációjának kísérleti-fonetikai vizsgálata (1978)
- Hangtani tanulmányok; szerk. Bolla Kálmán; MTA Nyelvtudományi Intézet, Bp., 1979 (Magyar fonetikai füzetek)
- A beszédintonáció néhány elméleti, módszertani és gyakorlati problémája. Az MTA I. Osztályának Fonetikai Munkabizottsága által szervezett Fonetika '78 tudományos ülésszak előadásai. Budapest, 1978. szeptember 26.; szerk. Bolla Kálmán; MTA Nyelvtudományi Intézet, Bp., 1979 (Magyar fonetikai füzetek)
- A beszédfolyamat intonációs elemzése és az intonáció fonetikus lejegyzése (1979)
- Magyar hangalbum. A magyar beszédhangok artikulációs és akusztikus sajátságai; MTA Nyelvtudományi Intézet, Bp., 1980 (Magyar fonetikai füzetek)
- Interlingvális hangtani egybevetések. Az MTA Nyelvtudományi Intézete, a Magyar Nyelvtudományi Társaság és az MTA I. Osztályának Fonetikai Munkabizottsága által szervezett Fonetika '79 tudományos ülésszak előadásai. Budapest, 1979. szeptember 27.; szerk. Bolla Kálmán; MTA Nyelvtudományi Intézet, Bp., 1980 (Magyar fonetikai füzetek)
- Az amerikai angol beszédhangok atlasza (1981)
- Atlasz zvukov russzkoj recsi. A Conspectus of Russian Speech Sounds (1981)
- A szegmentális hangszerkezet vizsgálata; szerk. Bolla Kálmán; MTA Nyelvtudományi Intézet, Bp., 1981 (Magyar fonetikai füzetek)
- A beszédhang fonetikai minősége; szerk. Bolla Kálmán; MTA Nyelvtudományi Intézet, Bp., 1981 (Magyar fonetikai füzetek)
- Orosz hangalbum. A beszédhangok képzési és hangzási sajátságai; MTA Nyelvtudományi Intézet, Bp., 1982 (Magyar fonetikai füzetek)
- A beszéd akusztikai analízise és szintézise; szerk. Bolla Kálmán; MTA Nyelvtudományi Intézet, Bp., 1982 (Magyar fonetikai füzetek)
- Dialektológiai tanulmányok. Nyelvjárási és regionális köznyelvi fonetikai elemzések; szerk. Bolla Kálmán; MTA Nyelvtudományi Intézet, Bp., 1983 (Magyar fonetikai füzetek)
- Az orosz beszéd fonetikai elemzése szintézissel (1983)
- Kempelen emlékezete. Írások és megemlékezések Kempelen Farkas születésének 250. évfordulójára; szerk. Bolla Kálmán; MTA Nyelvtudományi Intézet, Bp., 1984 (Magyar fonetikai füzetek)
- A finn beszédhangok atlasza (1985)
- Német beszédhangok atlasza (Valaczkai Lászlóval, 1986)
- Hangtani értekezések; szerk. Bolla Kálmán; MTA Nyelvtudományi Intézet, Bp., 1986 (Magyar fonetikai füzetek)
- A Phonetic Conspectus of Polish. Atlas dzwiekow mowy jezyka polskiego (Földi Évával, 1987)
- Studies in phonetics. Papers by Hungarian phoneticians submitted for the 11th International Congress of Phonetic Sciences; szerk. Bolla Kálmán; MTA Nyelvtudományi Intézet, Bp., 1987 (Magyar fonetikai füzetek)
- Egyetemi Fonetikai Füzetek (szerkesztette, 1988)
- Szép szóval igazat. Szakmai segédlet és útmutató a pedagógusjelöltek országos Kazinczy-versenyéhez; szerk. Bolla Kálmán; ELTE, Bp., 1988 (Egyetemi fonetikai füzetek)
- A Phonetic Conspectus of English (1989)
- Tiszta beszéd; szerk. Bolla Kálmán; ELTE, Bp., 1990 (Egyetemi fonetikai füzetek)
- A beszédhangok világa (1990)
- A fonetika műhelyéből (1991)
- Szövegforma, szövegértelmezés, szövegmondás. A szép magyar beszéd versenyei felsőoktatási intézményekben; szerk. Bolla Kálmán; ELTE, Bp., 1991 (Egyetemi fonetikai füzetek)
- Szupraszegmentális elemzések (1992)
- A beszéd és hangzási jellemzői; szerk. Bolla Kálmán; ELTE, Bp., 1991 (Egyetemi fonetikai füzetek)
- A köznyelviség problémái a magyarban; szerk. Bolla Kálmán; ELTE, Bp., 1993 (Egyetemi fonetikai füzetek)
- A magyar beszéd szegmentális elemei I.-II. (1993-1994)
- A beszédhangok fonetikus jelölése; ELTE Fonetikai Tanszék, Bp., 1994
- Nyelvi norma és kiejtési sztenderd a magyarban; szerk. Bolla Kálmán; ELTE, Bp., 1994 (Egyetemi fonetikai füzetek)
- A magyar beszédhangok akusztikus jellemzői; szerk. Bolla Kálmán; ELTE, Bp., 1994 (Egyetemi fonetikai füzetek)
- Szupraszegmentális hangszerkezetek a magyar beszédben; szerk. Bolla Kálmán; ELTE, Bp., 1994 (Egyetemi fonetikai füzetek)
- Szöveggyűjtemény a szép magyar beszéd tanulmányozásához; összeáll. Bolla Kálmán; ELTE Fonetikai Tanszék, Bp., 1995 (Egyetemi fonetikai füzetek)
- Nyelvhasználat és beszédkultúra; szerk. Bolla Kálmán; ELTE Fonetikai Tanszék, Bp., 1995 (Egyetemi fonetikai füzetek)
- Magyar fonetikai atlasz. A szegmentális hangszerkezet elemei. Egyetemi tankönyv; Nemzeti Tankönyvkiadó, Bp., 1995
- A művészi szövegmondás fonetikai jellemzői; szerk. Bolla Kálmán; ELTE Fonetikai Tanszék, Bp., 1996 (Egyetemi fonetikai füzetek)
- A magyar hangtan válogatott bibliográfiája, 1971-1995; szerk. Bolla Kálmán; ELTE Fonetikai Tanszék, Bp., 1996 (Egyetemi fonetikai füzetek)
- Írott szöveg – hangzó forma; szerk. Bolla Kálmán; ELTE Fonetikai Tanszék, Bp., 1996 (Egyetemi fonetikai füzetek)
- A fonetikus írás néhány elméleti és gyakorlati problémája (1996)
- A szép magyar beszédért. Versenyek és konferenciák; ELTE Fonetikai Tanszék, Bp., 1997 (Egyetemi fonetikai füzetek)
- A beszéd minősége (1997)
- A szövegfeldolgozás gyakorlata (1998)
- Beszéd- és íráskultúránk időszerű kérdései; szerk. Bolla Kálmán; ELTE Fonetikai Tanszék, Bp., 1998 (Egyetemi fonetikai füzetek)
- A nyelvhasználat erkölcse és nemzeti tudat; szerk. Bolla Kálmán; ELTE Fonetikai Tanszék, Bp., 1998 (Egyetemi fonetikai füzetek)
- A szövegfeldolgozás gyakorlata; szerk. Bolla Kálmán; ELTE Fonetikai Tanszék, Bp., 1998 (Egyetemi fonetikai füzetek)
- Írásmű és élőszó nyelvhasználati aspektusból; szerk. Bolla Kálmán; ELTE Fonetikai Tanszék, Bp., 1999 (Egyetemi fonetikai füzetek)
- Nyelvhasználati sajátságok (1999)
- Szövegfonetikai elemzések (2000)
- 10. Egyetemi Anyanyelvi Napok; szerk. Bolla Kálmán; ELTE Fonetikai Tanszék, Bp., 2000 (Egyetemi fonetikai füzetek)
- Gondolatok a magyar helyesbeszédről; szerk. Bolla Kálmán; ELTE Fonetikai Tanszék, Bp., 2001 (Egyetemi fonetikai füzetek)
- Szépen, jól, meggyőzően magyarul  11. Egyetemi Anyanyelvi Napok az ELTE-n; szerk. Bolla Kálmán; ELTE Fonetikai Tanszék, Bp., 2001 (Egyetemi fonetikai füzetek)
- A magyar helyesbeszédért; szerk. Bolla Kálmán; ELTE Fonetikai Tanszék, Bp., 2002 (Egyetemi fonetikai füzetek)
- 12. Egyetemi Anyanyelvi Napok; szerk. Bolla Kálmán; ELTE Fonetikai Tanszék, Bp., 2002 (Egyetemi fonetikai füzetek)
- Magyar nyelvész pályaképek és önvallomások I-II. (2005-2006)

## Díjai
- Magyar felsőoktatásért emlékplakett (2003)